# Хурибга
Хури́бга (араб. خريبكة‎) — город в Марокко, расположен в области Шавия-Уардига.

## История
В 1921 году в окрестностях Хурибги было обнаружено крупное месторождение фосфатов, что способствовало быстрому развитию города.
В 1929 году возник Троицкий приход. Правление фосфатных копей передало под устройство храма пустующий барак. Освящение храма совершил посетивший Хурибгу в 1932 года митрополит Евлогий (Георгиевский). После обретения независимости Марокко в 1956 году, по причине выезда всех русских из Хурибги храм был закрыт. Само здание деревянной русской церкви сохранялось до 1980-х годов.

## Географическое положение
Центр города располагается на высоте 786 метров над уровнем моря.

## Демография
Население города по годам:
| 1971   | 1982    | 2004    | 2012    |
| ------ | ------- | ------- | ------- |
| 73 667 | 127 181 | 166 397 | 175 737 |